# Mukanyereza
Mukanyereza är ett periodiskt vattendrag i Burundi.   Det ligger i provinsen Cankuzo, i den nordöstra delen av landet, 140 km öster om huvudstaden Bujumbura.
I omgivningarna runt Mukanyereza växer huvudsakligen savannskog. Runt Mukanyereza är det ganska tätbefolkat, med 111 invånare per kvadratkilometer.